# Lisa Tomblin
Lisa Tomblin (auch: Lisa Thomlin) ist eine britische Friseurin beim Film, die seit Beginn ihrer Karriere Ende der 1980er Jahre an rund 35 Film- und Fernsehproduktionen beteiligt war.

## Leben
Tomblin, Tochter des Regisseurs David Tomblin wurde bei der Oscarverleihung 2012 für ihre Arbeit bei Harry Potter und die Heiligtümer des Todes – Teil 1 zusammen mit Nick Dudman und Amanda Knight für den Oscar in der Kategorie Bestes Make-up und Beste Frisuren nominiert. Tomblin, Dudman und Knight wurden für diesen Film 2012 auch für einen British Academy Film Award in der Kategorie Beste Maske nominiert, sowie 2011 für einen weiteren British Academy Film Award für Harry Potter und die Heiligtümer des Todes – Teil 1.

## Filmografie
- 1988: Die Täuscher (The Deceivers)
- 1989: Weiße Zeit der Dürre (A Dry White Season)
- 1990: Havanna
- 1990: Mr. & Mrs. Bridge
- 1991: Robin Hood – König der Diebe (Robin Hood: Prince of Thieves)
- 1992: 1492 – Die Eroberung des Paradieses (1492: Conquest of Paradise)
- 1992: Alien 3 (Alien³)
- 1992: Im Glanz der Sonne (The Power of One)
- 1993: Schindlers Liste (Schindler’s List)
- 1993: Die drei Musketiere (The Three Musketeers)
- 1993: Frank Stubbs Promotes (Fernsehserie)
- 1993–1994: Der Aufpasser (Minder, Fernsehserie)
- 1994: Wer hat meine Familie geklaut? (Being Human)
- 1995: Restoration – Zeit der Sinnlichkeit (Restoration)
- 1996: In Love and War
- 1996: Mission: Impossible
- 1997: James Bond 007 – Der Morgen stirbt nie (Tomorrow Never Dies)
- 1997: Das fünfte Element (The Fifth Element)
- 1998: Hilary & Jackie (Hilary and Jackie)
- 1999: Anna und der König (Anna and the King)
- 1999: Amor nello specchio
- 2000: Die Villa (Up at the Villa)
- 2001: Corellis Mandoline (Captain Corelli’s Mandolin)
- 2001: The Body
- 2002: Harry Potter und die Kammer des Schreckens (Harry Potter and the Chamber of Secrets)
- 2003: Lara Croft: Tomb Raider – Die Wiege des Lebens (Lara Croft Tomb Raider: The Cradle of Life)
- 2005: Nessun messaggio in segreteria
- 2006: Scoop – Der Knüller (Scoop)
- 2007: Wintersonnenwende – Die Jagd nach den sechs Zeichen des Lichts (The Seeker: The Dark Is Rising)
- 2007: Harry Potter und der Orden des Phönix (Harry Potter and the Order of the Phoenix)
- 2007: The Good Night
- 2009: Harry Potter und der Halbblutprinz (Harry Potter and the Half-Blood Prince)
- 2010: Harry Potter und die Heiligtümer des Todes – Teil 1 (Harry Potter and the Deathly Hallows – Part 1)
- 2011: Harry Potter und die Heiligtümer des Todes – Teil 2  (Harry Potter and the Deathly Hallows – Part 2)
- 2013: 47 Ronin
- 2013: Fast & Furious 6
- 2015: Star Wars: Das Erwachen der Macht (Star Wars: The Force Awakens)